# Subh
Subh (in arabo صبح‎?), nota anche come Sobeya, Sobha, e Sabiha Malika Qurtuba ('Regina di Cordoba') (940 circa – Cordova, 11 dicembre 999), è stata la sposa del califfo al-Hakam di Cordoba (r. 961–976 ), e reggente del Califfato di Córdoba nella Spagna di al-Andalus durante la minore età di suo figlio, il califfo Hisham II al-Hakam.

## Biografia
Subh era in origine una cristiana della Navarra di nome Aurora, che fu portata come schiava, una Jāriya, per essere una concubina nell'harem del Califfo a Cordova. In alternativa, la sua origine è stata identificata come basca della regione della Guascogna.
Nell'harem del califfo di Cordoba, Subh divenne la concubina e moglie preferita del califfo al-Hakam. È stata descritta non solo come bella, ma anche intelligente e analitica.
Negli ultimi anni del suo regno, il Califfo perse interesse per la gestione ordinaria degli affari politici e, secondo quanto riferito, lasciò l'incarico alla sua moglie preferita. Per svolgere questo compito, espresse la necessità di avere un segretario, e nel 966 Al-Mansur Ibn Abi Aamir (noto anche come Almanzor) fu nominato per assumere questo incarico. Correva voce che Almanzor fosse diventato il suo amante e che questo sarebbe stato il motivo per cui gli avrebbe dato una tale influenza negli affari di stato, e la loro presunta relazione divenne oggetto di poesie satiriche e rime diffamatorie. Secondo quanto riferito, il Califfo alluse alla questione una volta quando osservò che Almanzor apparentemente aveva avuto un'influenza notevole nelle menti dell'harem, ma a quanto pare il Califfo non ebbe mai un motivo per intraprendere alcuna azione. Che fossero effettivamente amanti o meno non è mai stato confermato, ma è un dato di fatto che Almazor divenne un fidato collaboratore a cui si affidò completamente nella sua attività politica.
Nel 976, il califfo al-Hakam morì e gli succedette il figlio minore di Subh, l'undicenne califfo Hisham II al-Hakam, sotto la reggenza del generale Ghalib, di al-Mushafi (l'amministratore principale del defunto califfo), e Subh così come di Al-Mansur Ibn Abi Aamir, che divenne l'amministratore delle proprietà lasciate a Subh da al-Hakam. Secondo quanto riferito, Subh fornì ad Almanzor i fondi necessari per dargli il controllo dell'esercito, grazie al quale avrebbe potuto garantire la stabilità necessaria a suo figlio, un bambino, di essere assicurato Califfo con lei come reggente, dopo di che gli diede molto potere nel suo governo. Subh nominò Almanzor anche hajib [capo dei visir]. Almanzor era diventato de facto il sovrano di Cordova nel 978, spingendo Subh e Hisham ai margini.
Lo storico del XIII secolo, Al-Murakushi, descrisse così la situazione: «La statura di Ibn 'Amir continuò a crescere fino a quando fece la conoscenza di Sayyida Subh, la madre di Hisham, il figlio di al-Hakam. Prese in carico i suoi affari e gestì le sue terre. In questo modo si guadagnò il suo apprezzamento. Le cose continuarono così fino alla morte di al-Hakam. Hisham era ancora giovane e aveva paura dei problemi. Ibn 'Amir fornì a Subh la sicurezza e la calma necessarie affinché suo figlio potesse regnare. Ibn 'Amir era molto competente e le circostanze lavoravano a suo favore. Subh gli mise a disposizione i fondi necessari ed egli fu in grado di conquistare l'esercito. Seguirono poi una serie di circostanze che gli permisero di salire ancora più in alto, fino a diventare praticamente l'unico amministratore degli affari di stato».
Secondo quanto riferito, la collaborazione tra Subh e Almanzor funzionò bene fino al 986, quando tra di loro si scatenò un conflitto, e Subh mise in atto un tentativo infruttuoso di deporre Almanzor dalla sua posizione introducendo altri maschi preferiti come suoi rivali. Il suo secondo e ultimo tentativo di deporlo, nel 997, portò al suo completo accesso ad ogni potere.